# جنتلمن (ترانه سای)
«جنتلمن» (به انگلیسی Gentleman) یک تک‌آهنگ پاپ کره‌ای از رپر اهل کره جنوبی، سای است که در تاریخ ۱۲ آوریل ۲۰۱۳ منتشر شد. موزیک ویدئو این آهنگ با ۳۸٬۴۰۹٬۳۰۶ بیننده در ۲۴ ساعت٬رکورد پربیننده‌ترین ویدئو در ۲۴ ساعت را در اختیار دارد.همچنین رکورد سریع‌ترین موزیک ویدئو برای رسیدن به ۱۰۰ میلیون بازدیدکننده و سریعترین ویدئو برای رسیدن به ۲۰۰ میلیون بازدیدکننده را شکسته است.